# Smilax australis
Smilax australis R.Br. è una pianta rampicante della famiglia delle Smilacacee, endemica dell'Australia.

## Descrizione
È caratterizzata da uno stelo rampicante spinoso, che può raggiungere gli 8 m di lunghezza, con viticci arricciati lunghi fino a 20 cm. Le foglie, verde lucido, sono attraversate da 5 venature longitudinali prominenti e misurano 5–15 cm di lunghezza e 3–10 cm di larghezza.

## Distribuzione e habitat
Smilax australis cresce nelle foreste pluviali, nelle foreste di sclerofille, nelle aree boschive e nelle lande del Territorio del Nord, del Queensland, del Nuovo Galles del Sud e del Victoria, nonché nell'estremità settentrionale dell'Australia Occidentale.